# Патриотизъм (разказ)
„Патриотизъм“ (на японски: 憂国 или Yūkoku) е разказ от японския писател Юкио Мишима от 1960 г., публикуванот издателство „Шинчоша“ на 30 януари 1961 г.
Преведен е на английски през 1966 г. Логограмата йу (yū) на японски означава „тревога“ или „притеснение“, и въпреки че Йукоку (Yūkoku) се превежда като „патриотизъм“, думата буквално означава по-скоро „тревога за държавата си“.

## Сюжет
Историята на „Патриотизъм“ се съсредоточава върху преживяванията на лейтенант Шинджи Такеяма и младата му съпруга Рейко, както и ритуалното им самоубийство след инцидента Ни Ни Року – бунт срещу имперската армия на Япония през 1936 г. Самоубийството им се обсъжда накратко в самото начало на разказа, след което е последвано от запознаване с героите и тяхното ежедневие.
Действието се развива в порядъка на три дни: от 26 до 28 февруари 1936 г. На сутринта на 26 лейтенантът тръгва забързано след като чува звука на сигнална тръба; той не се връща до вечерта на 28 февруари. Когато се връша, той съобщава на жена си за бунта в армейските редици и че на следващата сутрин той ще командва отделението, на което е наредено потуши въстанието. Повечето от бунтовниците са негови приятели.
Неспособен да избере между лоялност към императора и лоялност към другарите си, той уведомява жена си, че ще се самоубие същата вечер, а тя веднага моли да го придружи в начинанието му. Следвайки самурайската традиция той моли съпругата му да бъде свидетел на собственото му самоубийство и тя се съгласява.
По-късно същата вечер лейтанантът се самоубива изпълнявайки сепуку; това е описано в насилствен, лиричен показ, типичен за литературния стил на Мишима.
Текстът отразява преплитането на обикновеността и красотата, тъй като когато интензивността на страстта, която съпругът и съпругата споделят един за друг, е свързана с описанието на двойката от сватбената им снимка. Последната е повтарящ се в цялата история елемент.

## Значение
„Патриотизъм“ е написан през есента на 1960 г., малко след всеобщия смут около договора между Япония и САЩ познат като Анпо, за който се твърди, че е подтикнал Мишима към дясната политика. Филм със същото заглавие излиза през 1966 г. с режисьори Юкио Мишима и Масаки Домото.
По-късно Мишима добавя разказа в трилогията „Ни Ни Року“ (Ni Ni Roku) заедно с пиесата „Тока не Кику“ (Toka no Kiku) и „Ейрей не Кое“ (Eirei no Koe).